# Pericyma obscura
Pericyma obscura là một loài bướm đêm trong họ Erebidae.